# Richard Riszdorfer
Richard Riszdorfer (n. 17 martie 1981, Komárno, Republica Socialistă Cehoslovacia, Slovacia) este un caiacist ce a reprezentat Slovacia, medaliat olimpic. A participat la 3 ediții ale Jocurilor Olimpice (2000, 2004, 2008) în care a câștigat o medalie de argint și o medalie de bronz.